# Vilnius universitet
Vilnius universitet (litauisk: Vilniaus universitetas, tidligere kendt som Vilnius statsuniversitet og Stefan Báthory universitet og før det Almae Academia et Universitas Vilnensis Societatis Jesu), er med sin grundlæggelse i 1579 et af de ældste universiteter i Nordeuropa og med sine næsten 24.000 studerende det største universitet i Litauen.

## Eksterne links
- Vilnius universitet hjemmeside

- Wikimedia Commons har flere filer relateret til Vilnius universitet

| Skole | Spire Denne artikel om en skole, en uddannelsesinstitution eller uddannelse er en spire som bør udbygges. Du er velkommen til at hjælpe Wikipedia ved at udvide den. |

54°40′57″N 25°17′19″Ø / 54.68250°N 25.28861°Ø